# Alija Nametak
Alija (event. Ali) Nametak (7. března 1906 Mostar, Bosna a Hercegovina – 8. listopadu 1987 Sarajevo, Socialistická federativní republika Jugoslávie) je bosenskohercegovský spisovatel, novinář a folklorista bosňáckého původu. Sám se považoval za Chorvata islámské víry.

## Život
Narodil se do rodiny mostarského islámského duchovního Hasan-efendiji Nametka (1871–1953), který zplodil syny Aliju a Abdurrahmana (1908–1982), pedagoga a spisovatele, a dcery Đulsu a Šefiku.
V rodném Mostaru dokončil mekteb a ruždii, nižší islámské konfesní školy, a klasické gymnázium. Mezi lety 1925 a 1929 studoval slavistiku na Filozofické fakultě Univerzity v Záhřebu, k níž si přibral vedlejší předměty francouzský a ruský jazyk a historii. Poté se usadil v Sarajevu, kde se zaměstnal jako učitel ve Státní střední technické škole (Državna srednja tehnička škola; učitelem 1930–1933). Vedle toho v bosenskohercegovské metropoli vedl redakci kulturního časopisu Novi behar (Nový květ, jako šéfredaktor 1931–1933) a kalendář spolku Narodna uzdanica (Lidová opora). Ve 30. letech přispíval i do záhřebského Sborníku lidového života a obyčejů jižních Slovanů (Zbornik za narodni život i običaje Južnih Slavena).
Pro své politické názory, konkrétně pro ideovou blízkost s Jugoslávskou muslimskou organizací a jejími opozičními názory, byl povolán jako učitel do Podgorice, kde strávil ve vynuceném exilu pět let. Po návratu do Sarajeva roku 1937 vyučoval na Učitelské škola a pak v Gazi-Husrev-begově medrese. K tomu od roku 1937 redigoval věstník nejvyššího stařešinstva Islámského společenství (od 1933 pod názvem Glasnik Vrhovnog starješinstva Islamske vjerske zajednice Kraljevine Jugoslavije, od 1936 Glasnik Islamske vjerske zajednice Kraljevine Jugoslavije a konečně od 1941 Glasnik Islamske vjerske zajednice Nezavisne države Hrvatske).
Po německé agresi na Jugoslávii v dubnu 1941 udržoval intenzivní styky s představiteli fašistického Nezávislého státu Chorvatsko. Sám v tu dobu získal místo hlavního správce (tuto funkci vykonával několik měsíců, než byl jmenován za ředitele Ahmed Muradbegović) a nato lektora Národního divadla v Sarajevu, tehdy přejmenovaném na Chorvatské státní divadlo v Sarajevu. Za války znovu vedl Novi behar, a to společně s horlivým ustašovcem Maksimem Svarou, a působil v redakci literárního měsíčníků Chorvatská idea (Hrvatska misao, 1943–1944), nad nímž převzala záštitu Matice chorvatská a který měl propagovat muslimsko-chorvatskou vzájemnost.
Po převzetí moci komunistickými partyzány roku 1945 byl zatčen a následně odsouzen na 15 let žaláře (trest mu začal běžet 8. dubna 1945). Jeho situace ve vazbě přitížilo nalezení tajně vedeného deníku, v němž popisoval hrůzy vězeňského života. Trest vězení mu byl nakonec snížen na 10 let, na svobodu byl propuštěn po 9 letech 6. května 1954. Od té doby žil v nechtěné izolaci, jeho práce v Bosně a Hercegovině nesměly vycházet. Po propuštění roku 1954 našel zaměstnání v sarajevském Ústavu pro studium folkloru (Institut za proučavanje folklora u Sarajevu), působícím při Zemském muzeu v Sarajevu. Poté získal místo knihovníka v Akademii múzických umění v Sarajevu. Roku 1973 odešel do penze.
Jako praktikující muslim byl trnem v oku ateistických komunistů, bosňácké straníky nevyjímaje. Roku 1966 sepsal a rozeslal otevřený dopis reisu-l-ulemovi Sulejman-efendiji Kemurovi, v němž ostře kritizoval podíl tohoto nejvyššího muslimského duchovního na rozkladu Islámského společenství v Jugoslávii a úpadku islámské morálky obecně.
Koncem 60. let se společně s arabistou a turkologem Omerem-efendijou Mušićem pustil do redakce překladu Kurʼánu, který roku 1937 vydali bosenskohercegovští duchovní Mehmed Džemaluddin-efendija Čaušević a Muhammed-efendija Pandža. Díky Nametkovým znalostem došlo k významným úpravám překladu kurʼánských pasáží, neboť ten se neopíral o arabský originál, ale o jeho tureckou interpretaci. Výsledný text vyšel v Záhřebu roku 1969 (pak v Záhřebu 1972, 1978, 1984, 1985, 1989, 1990, Dubaji 1993 a Sarajevu 2011, 2012, 2014).
Alija pojal za manželku Salihu (?–1982), dceru duchovního Fehima-efendiji Spaha, s níž zplodil syna Fehima (*1943), významného bosenskohercegovského a chorvatského turkologa, a dcery Zejnebu (1933–1966), Suadu a ?. Zemřel 8. listopadu 1987 v Sarajevu. Zádušní mše proběhla hned 10. listopadu před mešitou v sarajevské čtvrti Faletići, spisovatelovy tělesné ostatky byly uloženy na nedalekém muslimském hřbitově.

## Dílo
- Bajram žrtava (Svátek obětin, Zagreb 1931), novely
- Dobri Bošnjani (Dobří Bosňáci, Zagreb 1937), črty, povídky, novely
- Ramazanske priče (Ramadánská vyprávění, Sarajevo 1941, 1944, 1967, 1982, 1992), anekdoty
- Za obraz (Pro čest, Zagreb 1942), novely a legendy
- Omer za naćvama (Omer za ošatkami, Sarajevo 1942, 1969), divadelní hra
- Mladić u prirodi (Mladík v přírodě, Sarajevo 1943), sbírka povídek
- Dan i sunce (Den a slunce, Sarajevo 1944), novely
- Abdullah-paša u kasabi (Abdullah-paša v městečku, Sarajevo 1945), divadelní hra
- Trava zaboravka (Tráva zapomnění, Zagreb 1966), povídky
- Tuturuza i šeh Meco (Tuturuza a šejch Meco, Zagreb 1978, Sarajevo 2001), román
- Trava zaboravka (Tráva zapomnění, ed. Enes Duraković, Sarajevo 1991, součást edice Muslimanska književnost XX vijeka; sv. 8, Sarajevo 1998), vybrané povídky
- Sarajevski nekrologij (Sarajevské nekrologium, Sarajevo-Zürich 1994, 2004), rovněž jako Sarajevske uspomene (Sarajevské vzpomínky, ed. Fehim Nametak, Zagreb 1997)
- Za obraz i druge pripovijetke (Pro čest a jiné povídky, Sarajevo 1995, 1998, 2000, 2009), vybor povídek
- Pripovijetke (ed. Salih Jalimam, Zenica 2000), výbor povídek
- Trava zaboravka (Tráva zapomnění, ed. Fatma Hasanbegović, Sarajevo 2002, součást edice Bošnjačka književnost u 100 knjiga; sv. 46), výbor povídek
- Izabrane pripovijetke (Vybrané povídky, Sarajevo 2003), výbor povídek

Publicistické a odborné práce
- Mostarski stari most (Mostarský starý most, Sarajevo 1932)
- Islamski kulturni spomenici turskoga perioda u Bosni i Hercegovini (Islámské kulturní památky u turecké doby v Bosně a Hercegovině, Sarajevo 1939)
- Nekoji narodni običaji u Bosni pod turskom vlašću (Některé lidové zvyky v Bosně pod tureckou vládou, Sarajevo 1956)
- Dr. Safvet-beg Bašagić (Zagreb 1994), stručná biografie
- Edhem Mulabdić (Zagreb 1995), stručná biografie

Ediční činnost
- Gaševićev bosanski Mevlud (Sarajevo 1935), skladba Saliha Gaševiće o narození proroka Muhammada
- Hadžigrapčanović, Mustafa. Bosna (Sarajevo 1938), básně
- Narodne junačke muslimanske pjesme (Lidové hrdinské muslimské písně, Sarajevo 1939), pak jako Muslimanske junačke pjesme (Muslimské hrdinské písně, Sarajevo 1941), nakonec jako Junačke narodne pjesme bosansko-hercegovačkih muslimana (Hrdinské lidové písně bosensko-hercegovských muslimů, Sarajevo 1967, Zagreb 1991)
- Šuvalić, Murat. Izabrane pripovijesti (Vybrané povídky, Sarajevo 1942), vybor povídek
- Sirotan Alija; Pojka (lidová píseň a vyprávění, Sarajevo 1943 nebo 1944)
- Muslimanske pripoviesti iz Bosne (Muslimská vyprávění z Bosny, Sarajevo 1944)
- Bašagić-Redžepašić, Safvet. Odabrane pjesme (Vybrané básně, Sarajevo 1944), výbor básní
- Mulabdić, Edhem. Zeleno busenje (Zelené trsy, Zagreb 1944), román
- Od bešike do motike (Od kolebky k motice, Sarajevo 1970), sbírka lyrických a epických písní bosensko-hercegovských muslimů
- Pogibija Lopušine Vuka (Zavraždění Vuka Lopušiny, Sarajevo 1971), lidová píseň
- Narodne pripovijesti bosansko-hercegovačkih muslimana (Lidová vyprávění bosensko-hercegovských muslimů, Sarajevo 1975)